# Romulus, My Father
Romulus, My Father is een Australische biografische film uit 2007 onder regie van Richard Roxburgh. Het verhaal is gebaseerd op de gelijknamige memoires uit 1998 van Raimond Gaita. De film ging in première op 20 mei 2007 op het filmfestival van Cannes.

## Verhaal
Romulus is een Roemeense immigrant die na de Tweede Wereldoorlog is verhuisd naar Australië. Na het stichten van een gezin, breekt er voor Romulus een moeilijke tijd aan als de gezinssituatie verandert.

## Rolverdeling
| Acteur           | Personage | Opmerkingen                                                   |
| ---------------- | --------- | ------------------------------------------------------------- |
| Eric Bana        | Romulus   | De vader van Raimond                                          |
| Kodi Smit-McPhee | Raimond   | De zoon van Romulus en Christine                              |
| Franka Potente   | Christine | De moeder van Riamond en de voormalige echtgenote van Romulus |
| Marton Csokas    | Hora      | Een vriend van Romulus                                        |

## Prijzen
- 2007: AACTA Award voor beste film
- 2007: AACTA Award voor beste hoofdrolspeler (Eric Bana)
- 2007: AACTA Award voor beste mannelijke bijrol (Marton Csokas)
- 2007: AACTA Award voor beste jeugdacteur (Kodi Smit-McPhee)
- 2007: Australian Screen Sound Guild Award voor beste presentatie in geluidsopname voor film
- 2007: Golden Triod Award, Australian Cinematographers Society
- 2008: FCCA Award voor beste mannelijke bijrol (Marton Csokas)
- 2008: FCCA Special Achievement Award (Kodi Smit-McPhee)